# Ботанічний сад Маунт-Лофті
Ботанічний сад Маунт-Лофті (англ. Mount Lofty Botanic Garden) — ботанічний сад на східних схилах гори Маунт-Лофті на Аделаїдських пагорбах східніше Аделаїди в Південній Австралії. Ботанічний сад заснований 1952 року, відкритий 1977 року. Площа саду 97 га, його міжнародний код  AD-LO.
Більш прохолодне і вологе місце ботанічного саду підходить для рослин з помірного клімату, які важко вирощувати на рівнинах Аделаїди. 30% колекції становить австралійська флора, у тому числі деревоподібні папороті. 
Інші колекції:
- Дерева і чагарники помірного поясу,
- Трав'янисті рослини,
- Цибулинні рослини,
- Альпійські рослини,
- Карликові і мініатюрні хвойні (колекція Томсона),
- Клени,
- Камелії,
- Hebe,
- Магнолії,
- Рододендрони,
- Хвойні,
- Папороті,
- Бузок,
- Калина.

## Галерея

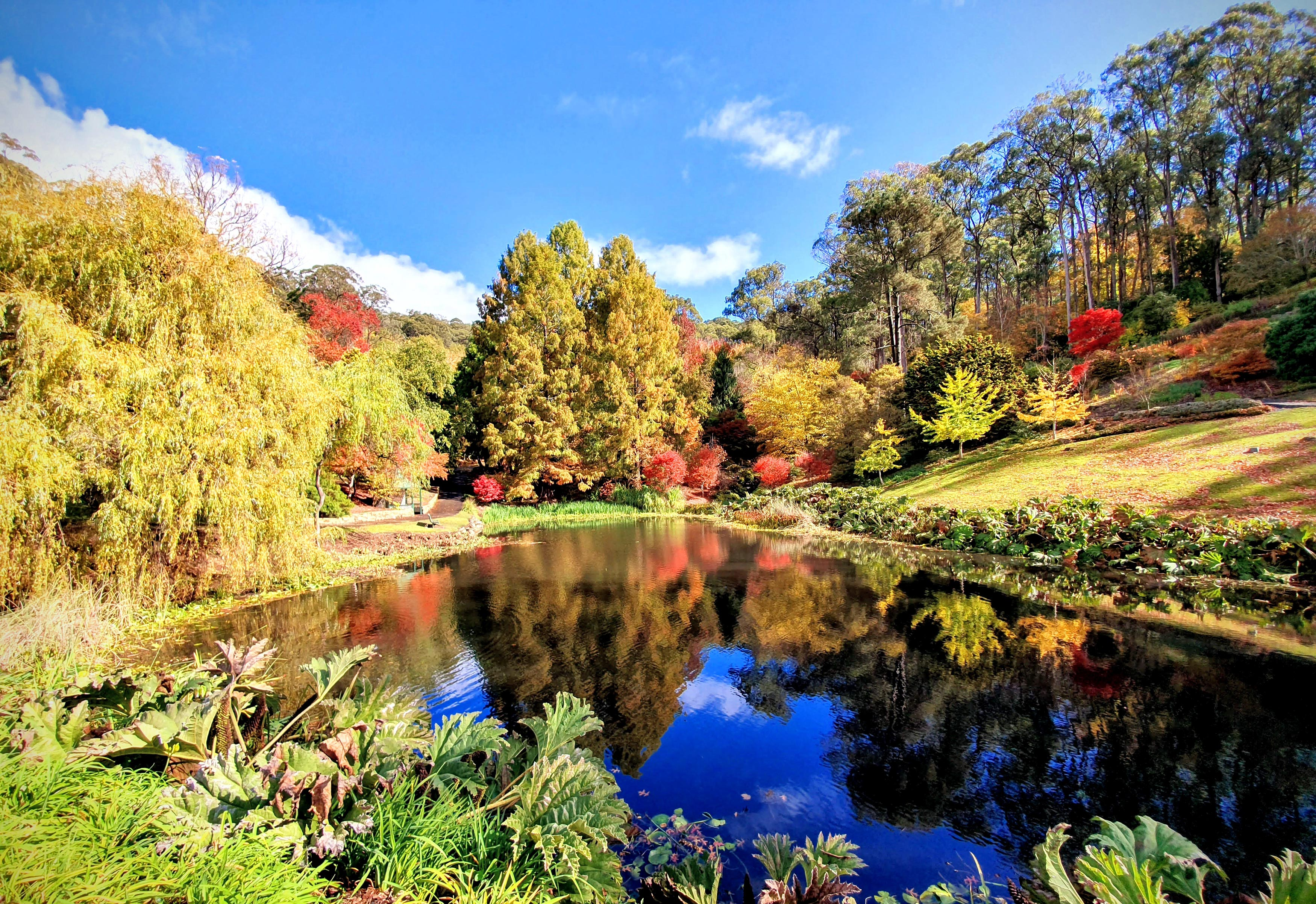
Осінь
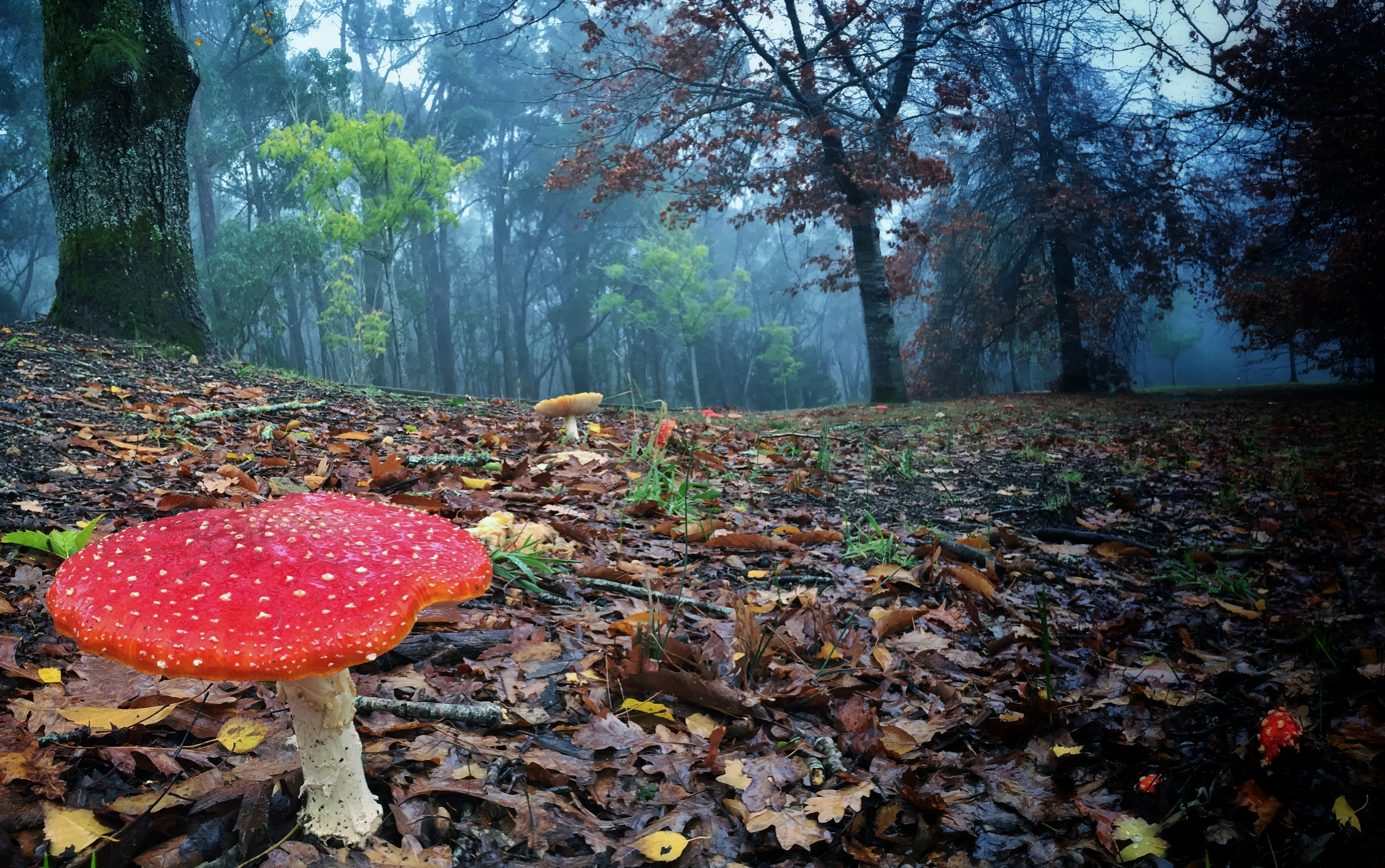
Мухомор
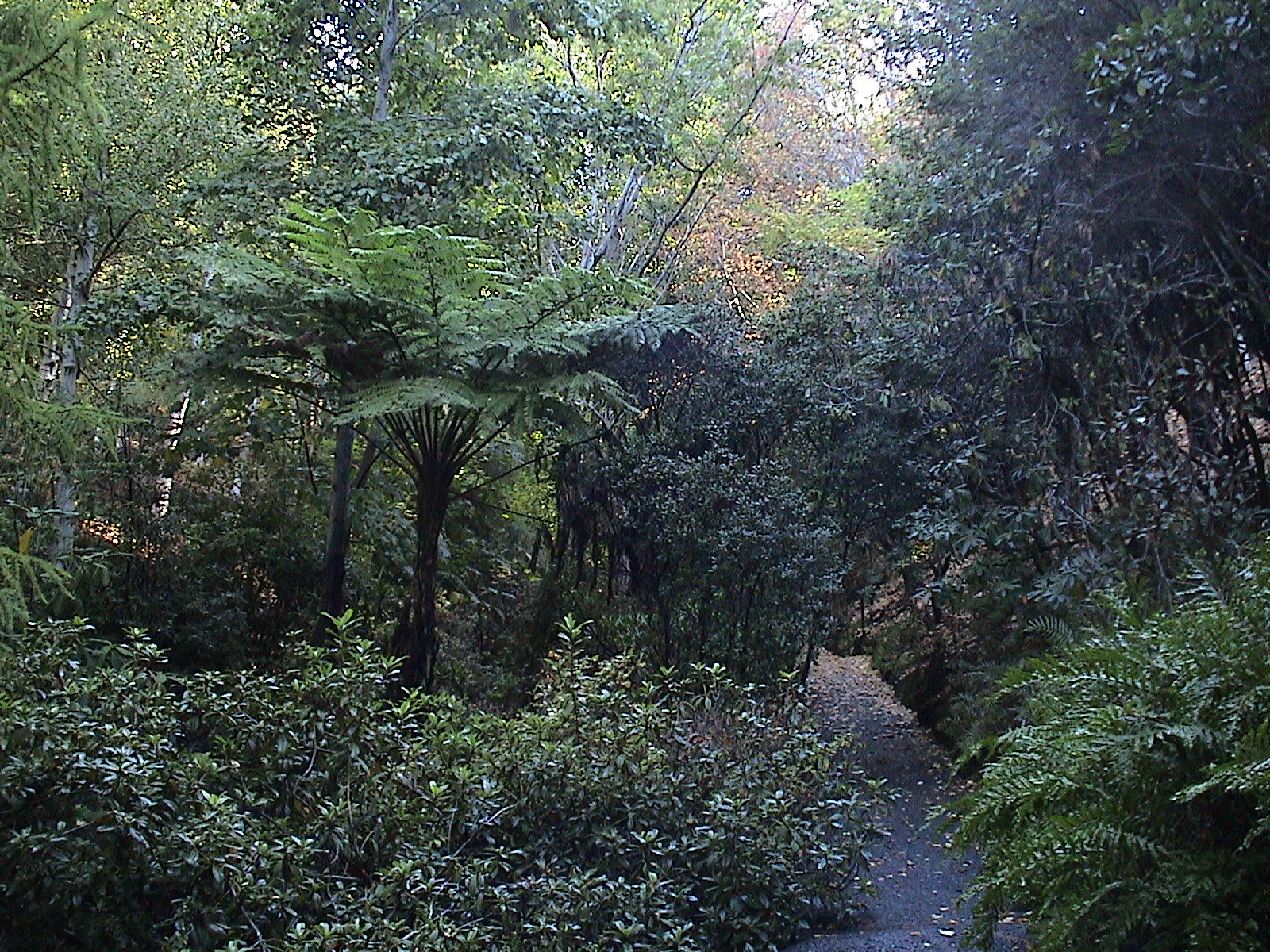
Деревоподібні папороті
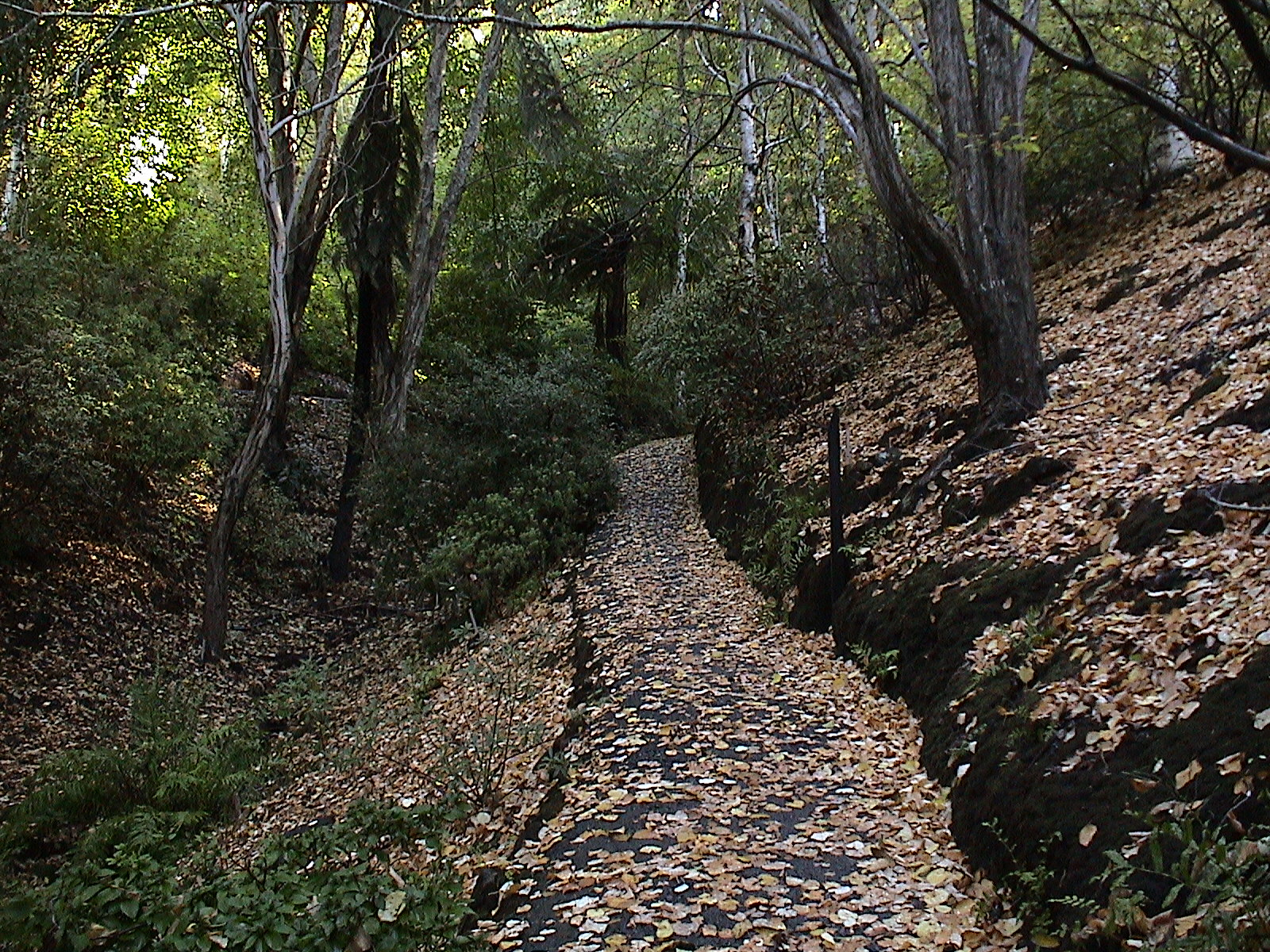
Стежка